# 李若初 (唐朝)
李若初（？—799年），赵郡人。

## 生平
李若初少年丧父，家境贫困。初在转运使刘晏幕府中担任微冗散职；刘晏的判官包佶看重他的勤奋干劲，将女儿嫁给了他。
后升迁至陈州太康县令。陈州刺史李芃莅职，李若初向他献计，用征收的多余钱物去贿赂交结权贵，李芃由此而厚遇他。几年后，李芃升任河阳三城使，提拔李若初为府中的从事，委以重任。
此后李若初历任怀州、虢州刺史，后因公事免职。过了很久，才又出任衢州刺史，贞元十一年（795年）迁福州刺史、兼御史中丞、福建都团练使。十三年（797年）迁越州刺史、浙江东道都团练观察使。贞元十四年（798年）秋九月，代王纬为润州刺史、兼御史大夫、浙江西道都团练观察使、诸道盐铁转运使，整理盐法，颇有次叙。贞元十五年正月甲戌，病卒，赠礼部尚书。

## 家族
曾祖父李弘节，贞观年间并州长史、工部侍郎、清平县公。祖父李道谦，官至太府卿。父李瑱，陆浑县令。